# 铁流路 (济南)
铁流路是中国山东省济南市钢城区的一条东西向道路，于1969年随莱芜钢铁厂（原701工程）建设，是莱钢厂区最早的一条厂区生产路，亦是钢城区首批道路之一。铁流路因莱芜钢铁集团而兴，跨越多个村庄与第一、第二铁厂，街道两旁以钢铁工业遗址和运输车队景观为主，今已从厂区道路变为钢城区主要道路之一。道路西起文化路，与朝阳路、汶水路、双泉路、育才路、昌盛路、桃花路交汇，东端接入为新兴路。

## 概况
铁流路为莱钢集团厂区内，也是济南市钢城区最早的道路之一，位于最早的莱钢厂区南，连接厂区东西。一般地，将铁流路看为莱钢厂区与钢城区城区的分界线，习惯上将铁流路以北看作莱钢钢铁工业厂区、以南作为钢城区城区。

20世纪时的铁流路战略位置重要，工业建筑数量多且集中，路南北密集两侧分布着厂区、管道和办公楼、宿舍楼，载着铁水或钢铁制品的重型车辆车流不息，是厂区重要的生产路。今铁流路连接第二铁厂、焦化厂等，且作为城市次干道，仍发挥着重要的交通作用。

## 公共交通
铁流路上无公交车站。如要抵达，可乘坐莱芜长运公交的K201路：运输部站、创业园站、银座商城站、莱钢医院站等站点，后步行前往。

铁流路有莱钢集团班车站点，凭年卡乘坐。

## 图集

### 路口
- 铁流路双泉路路口
- 铁流路汶水路路口
- 铁流路文化路路口

### 道路及周边
- 铁流路西段
- 铁流路西段，左为厂区管道
- 铁流路西段上的管道
- 铁流路上的老一铁工业遗址残存管道
- 铁流路上的运输车队、配载公司
- 铁流路上的运输车队与老厂房
- 铁流路上的某车队南门
- 铁流路莱钢物流中心储配站
- 铁流路北的铁道
- 铁流路老一铁工业遗迹